# Torfi Bryngeirsson
Torfi Bryngeirsson (11. listopadu 1926 – 16. července 1995) byl islandský atlet, mistr Evropy ve skoku do dálky z roku 1950.

## Sportovní kariéra
V roce 1948 a 1952 startoval bez úspěchu na olympiádě v soutěži tyčkařů. Se stejným výsledkem startoval v soutěži tyčkařů na evropských šampionátech v letech 1950 a 1954. Životním úspěchem se pro něj stal titul mistra Evropy ve skoku dalekém na šampionátu v Bruselu v roce 1950, kde zvítězil výkonem 732 cm.